# بيت القيسى (بني العوام)

تعديل مصدري - تعديل

بيت القيسى هي إحدى قرى عزلة بني الذواد بمديرية بني العوام التابعة لمحافظة حجة، بلغ تعداد سكانها 365 نسمة حسب تعداد اليمن لعام 2004.